# Wilhelm Cleff

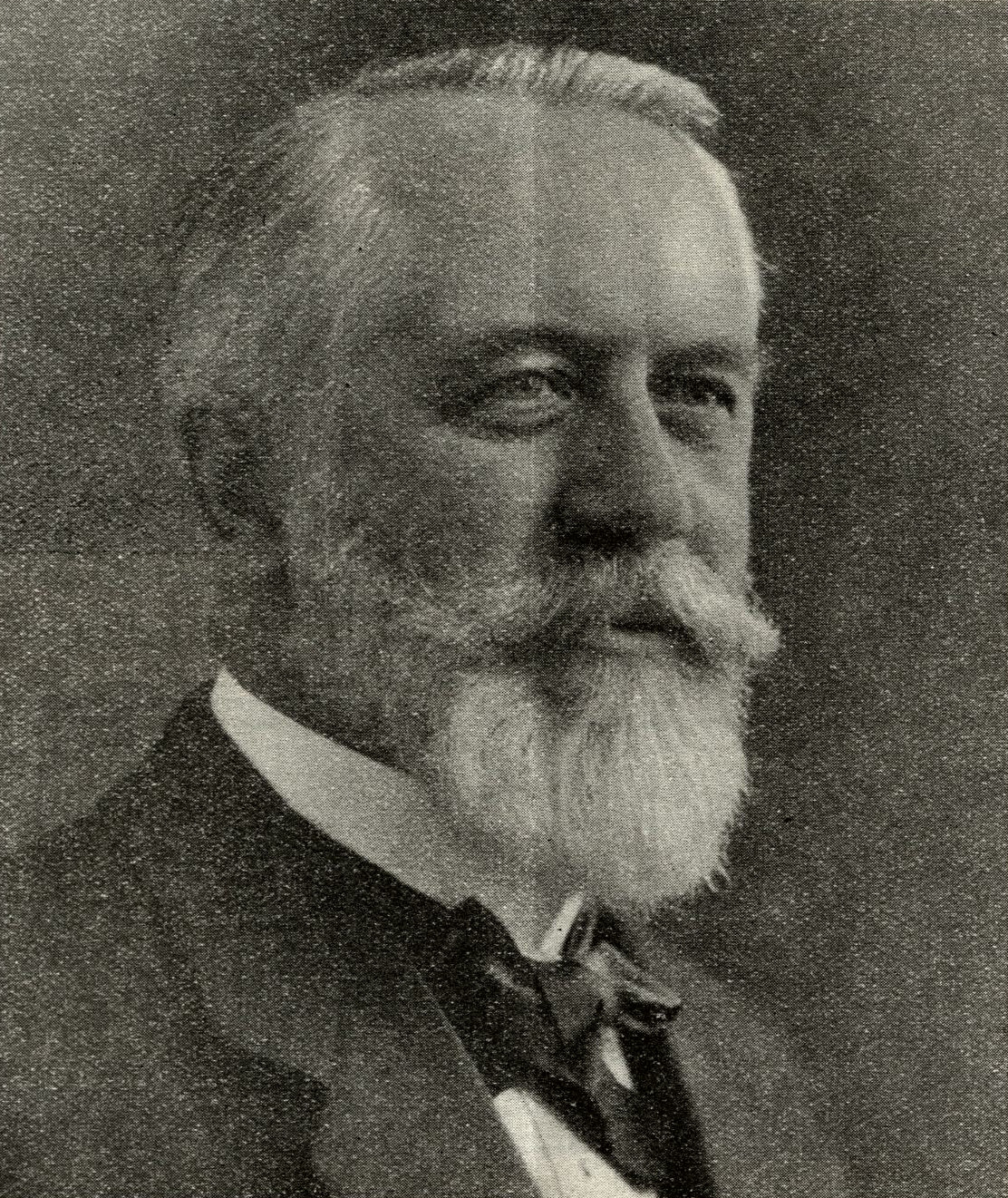
Geheimer Oberbergrat Berghauptmann Wilhelm Cleff (1928)

Wilhelm Cleff (* 26. Februar 1861 in Barmen; † 25. August 1932 in Berlin) war ein deutscher Berghauptmann und Leiter des Oberbergamtes in Halle.

## Leben
Wilhelm Cleff war der Sohn des Kaufmanns Ferdinand Cleff. Er absolvierte ein Studium an der Rheinischen Friedrich-Wilhelms-Universität Bonn, der Friedrich-Wilhelms-Universität zu Berlin und der Bergakademie Clausthal, nachdem er ein bergmännisches Probejahr abgelegt hatte. Während des Studiums trat er dem Bonner und Berliner Wingolf bei. Als Bergreferendar kam er u. a. zum Bergwerk Dudweiler und erhielt 1889 die Ernennung zum Bergassessor. Es folgte eine dreijährige Beschäftigung als Hilfsarbeiter im Bergrevier Dortmund. In den Jahren von 1892 bis 1897 war er Betriebsinspektor im Steinkohlebergwerk Sulzbach. Nach der Ernennung zum Bergmeister fungierte er als Bergrevierbeamter in Witten und in den Jahren von 1899 bis 1904 als Bergwerksdirektor in der Berginspektion Friedrichsthal.
1901 zum Bergrat und 1905 zum Oberbergrat ernannt, war er von 1905 bis 1907 beim Oberbergamt Breslau beschäftigt.
Beim Allgemeinen Deutschen Bergmannstag in Saarbrücken (St. Johann) vom  7. bis 10. September 1904 referierte Cleff zum Thema Die Bekämpfung der Stein- und Kohlenfellgefahr im Saarrevier.   
1907 kam er als  Vorsitzender der Bergwerksdirektion Saarbrücken in das Saarland und war dort zugleich Vorsitzender des Vorstands des Saarbrücker Knappschaftsvereins. Nach vierjähriger Tätigkeit wechselte er 1911 als Vortragender Rat in das preußische Ministerium für Handel und Gewerbe.
Nach seiner Ernennung zum Berghauptmann im Jahre 1922 war er in dieser Funktion Leiter des Oberbergamtes Halle. Dort blieb er bis zu seiner Versetzung in den Ruhestand im Jahre 1927.

## Auszeichnungen
- 1907: Geheimer Bergrat
- 1912: Geheimer Oberbergrat